# 3098 van Sprang
3098 van Sprang је астероид главног астероидног појаса чија средња удаљеност од Сунца износи 2,301 астрономских јединица (АЈ).
Апсолутна магнитуда астероида је 14,7.